# ハリー・サイドラー

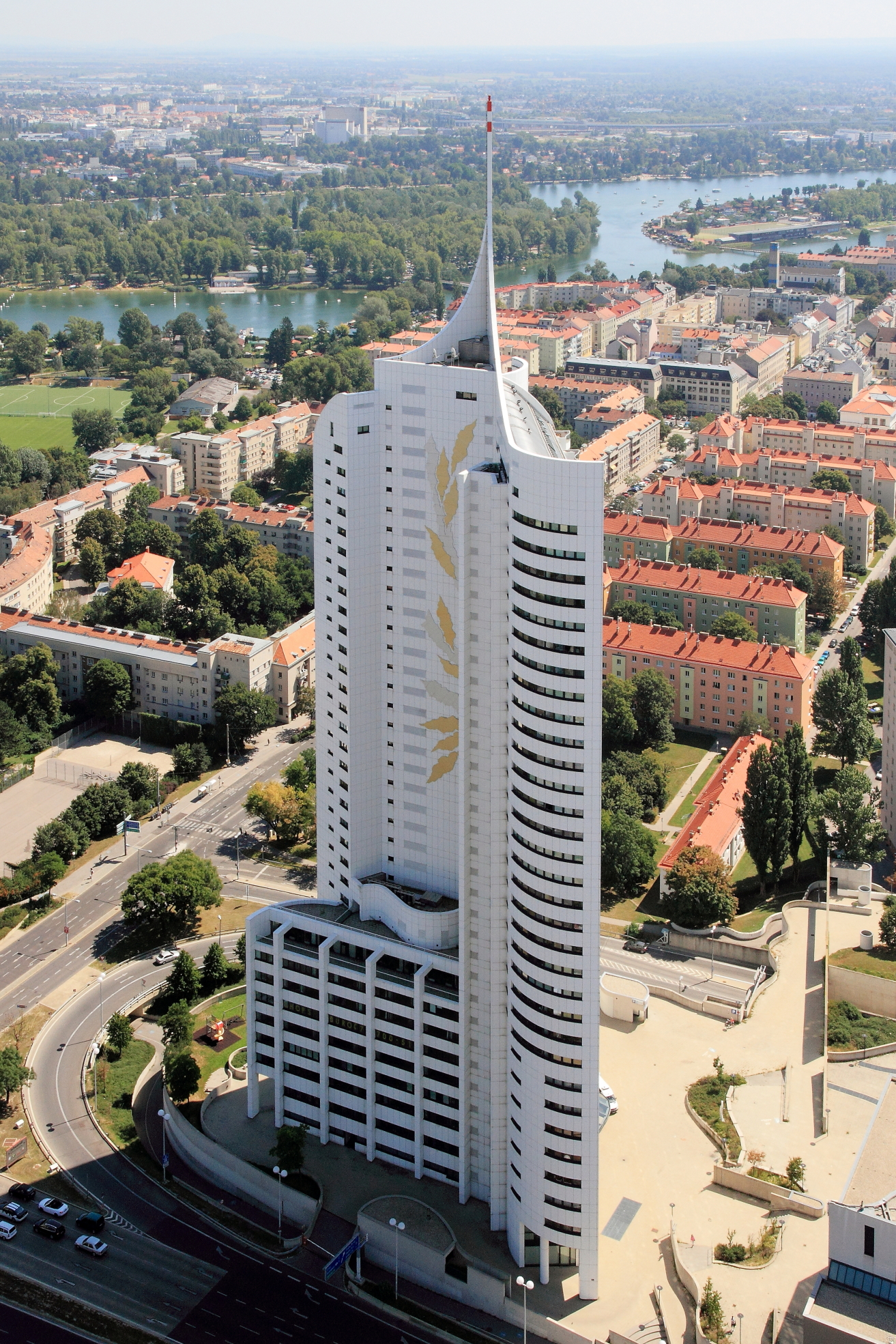
Harry Seidler: Hochhaus Neue Donau (2002)

ハリー・サイドラー（Harry Seidler,1923年6月25日、ウィーン - 2006年3月9日）は、1948年にアメリカからオーストラリアに移住した建築家。オーストラリアの現代建築を代表する一人であり、バウハウスの理論を表現できる建築家である。

## 人物
オーストラリア国内外で重要な居住建物と商業ビルディングを作り、新しいアイデアと建築技術を広め、シドニーの建築に貢献した。
1976年に "the Royal Australian Institute of Architects - RAIA Gold Medal" を、1996年にはRIBAゴールドメダル ("the Royal Institute of British Architects (RIBA) Gold Medal") を受賞した。
サイドラーの建築なくしてシドニーやブリスベンを想像することは難しい。彼の建築はエレガント、美しい単純線、理論的で明確にコンテンポラリー建築を表現している。彼にとって高層建築とはトーテムポールであり、人々から尊敬を以て崇めたてられるものでなければならなかった。彼の建築はヨーロッパのバウハウスに息し、そのグラスルーツはオーストラリアのランドスケープからインスピレーションを得たものではない。彼の建築は自信と新しさと技術の混合であり詩である。彼の信念は時として官庁との議論の元となり、彼を批判するメディアも後を絶たなかった。
ユダヤ人である彼の幼年期は必ずしも楽なものではなかった。ナチスから逃れるため、15歳で生まれ故郷のウィーンからイギリスに渡り、その後カナダのキャンプに送られた。終戦後マニトバ大学を1944年に卒業、ハーヴァード大学への奨学金を得てウォルター・グロウピウスから学ぶ。そこで彼のモダニズムへの執念が生まれ、欠けることは生涯なかった。サイドラーは25歳のときオーストラリアに渡り、オーストラリアで最も重要な建築家となる。彼の成功は限られた予算でリアリスティックな建造物を設計する才能である。彼はオーストラリア・スクエアーによって新しい都市空間の在り方をシドニーに紹介した。
他にもブリスベンのリヴァーサイド、パースのQVI、シドニーのMLCセンター、ホライゾン・アパート、グローヴナー・プレイス、コーヴ・アパート等どれもが建築でありながら輝ける彫刻のようである。香港のホンコンクラブ、パリのオーストラリア領事館、ウイーンのウォンパーク・ドナウ川では、構造とスペースの協調を完璧なまでに鉄筋コンクリートにて表現した。彼の末期の作品では17世紀のバロック建築家、フランシスコ・ボーロミニからインスピレーションを得て、円、また円の一部である曲線を多く用いた。
彼の母のために1948年に設計したローズ・サイドラー邸は彼の経歴の中でもホールマークである。バウハウスの教科書でありながらサイドラーの個性をも表現した作品であり、重要文化財として今も保存されている。彼の自宅もフランク・ロイド・ライトのウォーターホールに似て小川とブッシュに突き出して建てられた。
彼の経歴はオーストラリアで作られたが、変わることがなかったアメリカン・アクセントに象徴されるごとく、海外の文化の影響を紹介し続け　彼が真のオーストラリア人になることはなかった。
サイドラーが1996年に英国建築協会からロイヤル・ゴールドメダルを受賞した際、ノーマンフォスターは“彼の建築は特別であり彼はコンクリートを彫刻に変えることができる詩人である。”と語った。
彼は彼の妻ペネロピーとの間にティモシーとポリーを残した。